# Chase (nome)
Chase  è un nome proprio di persona inglese maschile.

## Origine e diffusione

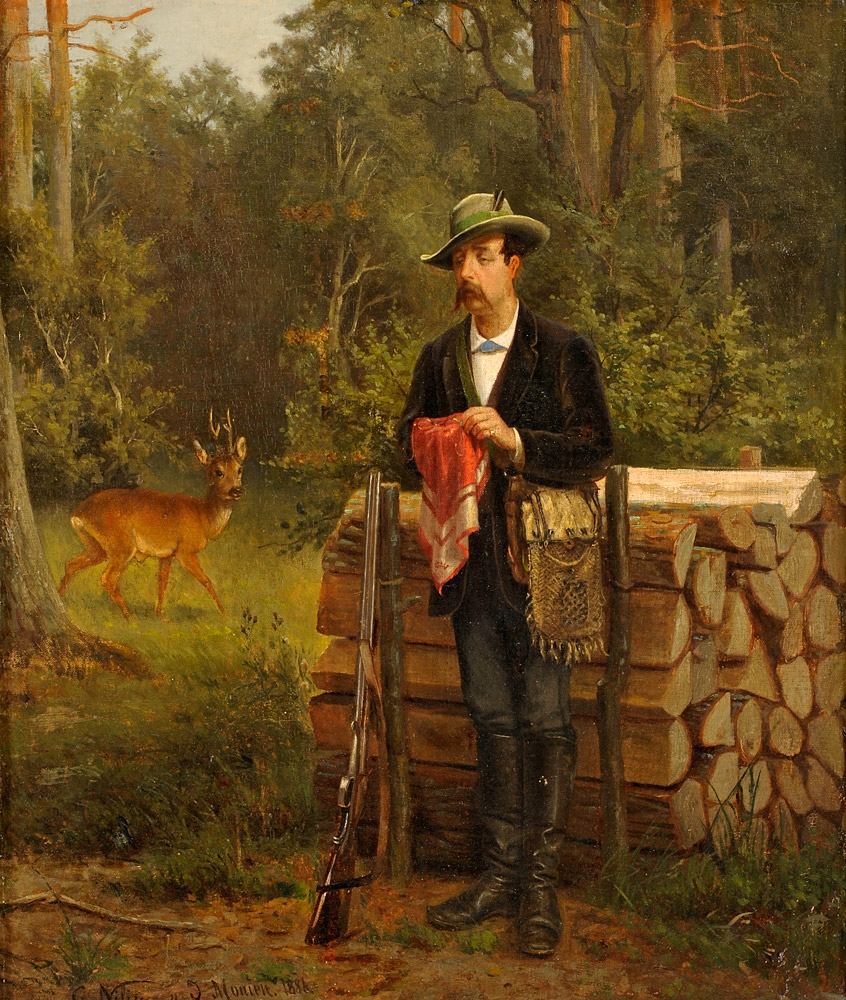
Un cacciatore in un dipinto di Julius Monien

Riprende il cognome Chase, di origine medio inglese e avente il significato di "caccia"; era in origine usato come soprannome per i cacciatori, quindi è analogo, dal punto di vista semantico, ai nomi Venanzio e Hunter.

## Onomastico
Nessun santo porta il nome Chase, che quindi è adespota: il suo onomastico ricade pertanto in occasione di Ognissanti, il 1º novembre.

## Persone
- Chase Baker, giocatore di football americano statunitense
- Chase Blackburn, giocatore di football americano statunitense
- Chase Budinger, cestista statunitense
- Chase Chang, musicista, cantante e attore taiwanese
- Chase Ellison, attore statunitense
- Chase Ford, giocatore di football americano statunitense
- Chase Kalisz, nuotatore statunitense
- Chase Stevens, wrestler statunitense

## Il nome nelle arti
- Chase Stein è un personaggio dei fumetti Marvel Comics.
- Chase Matthews è uno dei protagonisti della sitcom Zoey 101.